# حبراص (إربد)
حبراص هي بلدة قديمة يبلغ عدد سكانها حوالي 4000 نسمة تدل المخلفات الأثرية الباقية فيها على أنها تعود إلى فترات زمنية بعيدة. تقع حبراص ضمن مسؤولية بلدية الكفارات بالإضافة إلى قرى كفرسوم وحرتا والرفيد ويبلا. تقع إلى الجهة الشمالية من محافظة إربد في لواء بني كنانه في منطقة الكفارات بمساحة 12 كم وعلى مسافة 80 كم من عمان وترتفع عن سطح البحر حوالي 460 م.

## تسميتها
لا يوجد روايى ثابته عن اصل تسمية حبراص بهذا الاسم ولكن أغلب الروايات ترجع انها سميت بهذا الاسم نسبة إلى حابي حورس. فحابي هو الإله الذي يدفع بمياه نهر النيل وفيضانة وجريانه عند قدماء المصرين. وحورس هو اله السماء صورة قدماء المصريين على هيئة الصقر أو رجل براس صقر.

## تاريخها
حبراص هي بلدة بالغة القدم، إذ تقوم معظم مبانيها فوق اثار قديمة تعود للعصر المملوكي والروماني والبيزنطي. وما زال الجامع القديم صرحا شاهدا بحضارات السابقين والذي يعود تاريخه إلى ما قبل العصر المملوكي، والذي أمر ببنائة المنصور بن قلاوون. وبقيت حبراص عامرة في العصور الإسلامية الأولى التي تعود للعصر الأموي، واشتهرت حبراص في العصر المملوكي ووصفت آنذاك بالمدينة حيث كانت من المدن المشهورة واليها ينسب الشيخ أحمد بن موسى الزرعي الحبراصي الآمر بالمعروف والناهي عن المنكر في بلاط الناصر محمد.

## مسجد حبراص
مسجد حبراص هو قيمة تاريخية ويقع إلى الشمال من مدينة إربد بـ 16 كيلو متراً في منطقة الكفارات. ويوجد مخلفات أثرية من الأعمدة الرومانية والبيزنطية في التل المقابل للمسجد. وتوجد فيه علامات تدل على أن البلدة كانت عامرة في العصور الإسلامية الأولى ويعتقد بأنها تعود للعصر الأموي بدليل الأسلوب الذي بلطت فيه أرضية المسجد وهو نفس الأسلوب الذي بلطت فيه أرضية مسجد جرش والذي يعود للعصر الأموي مع وجود إضافات كثيرة عليه خصوصاً في العصر الأيوبي والمملوكي.
ويتكون المسجد من بيت الصلاة، والمنارة، ومن صحن للمسجد ويشتمل على الأروقة والمدخل الرئيسي إلا أنه لم يتمكن من تحديد الصحن نظراً لتراكم الأتربة.
أما عن المواد المستخدمة لبناء المسجد فقد استخدمت في بناء المسجد المواد التي استخدمت في بناء سائر مساجد المنطقة ونظراً لوجود حبراص في العصرين الروماني والبيزنطي استخدمت حجارة تم انتزاعها من أبنية قديمة، فالأعمدة وقواعدها مثلاً تعود لعهد بيزنطي متأخر.
أما أرضية المسجد فقد رصفت ببلاط حجري غير منتظم بذات الأسلوب الذي رصفت فيه أرضية مسجد جرش وفنائه، ومن الملاحظ أن المسجد كان واسعاً وتقارب مساحته مساحة مسجد عجلون ويزيد عنه في عدد البلاطات والأساكيب.
وفيما يتعلق ببيت الصلاة فهو مستطيل الشكل ولا يزال جدار القبة والجداران الشمالي والغربي صامدين لغاية الآن، وقسم من واجهة القبلة أقيم فوق منطقة صخرية ما زالت آثاره موجودة إلى الآن. ويتكون بيت الصلاة من ست بلاطات و18 اسكوباً، وإحدى هذه البلاطات من الباب الرئيسي للمسجد عمودية على المحراب وهناك 3 بلاطات على يمينها واثنتان على يسارها. أما السقف فيقوم على عشرة أعمدة بازلتية ذات تيجان تعود للعهد البيزنطي المتأخر وتتصل فيما بينها بقناطر محمولة ترتكز على 14 قاعدة متصلة بجدران المسجد، خمسة منها في جدار القبلة والجدار الشمالي، واثنتان في كل من الجدارين الشرقي والغربي، ويعتقد أنه كانت للمسجد قبتان ولبيت الصلاة بابان أحدهما في الجدار الشمالي والآخر في الشرقي ويمكن الولوج إلى الباب الشمالي من مدخل له حاجز بارتفاع 5,1 متر ويمكن من خلاله الوصول إلى باب المئذنة. معتقداً أن هذه المساحة قد تكون استخدمت لتأمين حاجات المصلين ويقوم في جدار القبلة محاريب ثلاثة ومع الأسف أن أحد هذه المحاريب غير موجود الآن وهو الشرقي علماً بأن أهالي البلدة ذكروا أنه كان موجوداً إلى عهد قريب، وقد نحت الجزء السفلي لأحد هذه المحاريب في الصخر. أما المئذنة فهي مربعة الشكل ومتصلة بالجزء الشرقي من الجدار الشمالي بالمسجد ويبلغ طول ضلعها 4,4 أمتار ويقول أهالي القرية أنها نسفت بالديناميت حيث كانت ترتفع بضعة أمتار عام 1970. والمئذنة أو صومعة المسجد لم تكن موجودة في البداية إلى أن أمر السلطان منصور قلاوون أسرة آل قلاوون ببناء هذه المئذنة سنة 686هـ (1287م)، وقام الأمير الأشرفي الحسامي طرنطاي المنصوري نائب السلطنة بالديار المصرية بهذه المهمة ويذكر أبو المحاسن أن الأمير حسام الدين طرنطاي خرج في هذه السنة إلى الشام لحصار قلعة صهيون وبرزية شمال الشام، وانتزعهما من الأمير سنقر الأشقر نائب دمشق سابقاً المتمرد على السلطة. وقد اصطحب الأمير طرنطاي معه الأمير حسام الدين لاجين نائب دمشق وتمكنا من سنقر الأشقر وإحضاره إلى دمشق. وقد أنيط إلى أحد مماليك السلطان وهو لؤلؤ المنصوري الحسامي مهمة الإشراف على البناء، ويستدل على ذلك من نقش موجود على لوحة تأسيسية مؤلفة من حجرين والتي يبلغ طولها 133سم وعرضها 46سم وأما المساحة المكتوب عليها النقش المكون من أربعة أسطر فتبلغ 177سم طولاً و33 عرضاً وجاء في هذا النقش:
1. بسم الله الرحمن الرحيم إنما يعمر مساجد الله من آمن بالله واليوم
2. الآخر أمر بعمارة هذه المأذنة المقر الأشرف الحسامي طر
3. نطاي المنصوري (نائب) السلطنة بتولي العبد الفقير إلى الله
4. لولو المنصوري الحسامي في ظهر صفر سنة ست وثمانين وستمائة.

وفيما يتعلق ببناء المسجد والمئذنة، فيقول بأنه تم استخدام الحجارة المشهرة المدقوقة المتوسطة الحجم في بنائها، واستخدم الحجارة الضخمة في الجدار القبلي والغربي لبيت الصلاة واستخدم الملاط من الشيد والرمل لربط حجارة المسجد والمئذنة.
تعرض مسجد حبراص للهدم نتيجة للعوامل الطبيعية وأعيد استخدام جزء منه في العصر العثماني وبنيت الجدران في وسط بيت الصلاة ما عدا جدار القبلة واستخدم المحراب الرئيسي للمسجد القديم واستخدمت القناطر لرفع السقف الذي استخدم في بنائه القصب والخشب كما هو شائع في بناء البيوت في العصر العثماني وأوائل هذا القرن في المنطقة.